# Brachystephanus oreacanthus
Brachystephanus oreacanthus är en akantusväxtart som beskrevs av Champl.. Brachystephanus oreacanthus ingår i släktet Brachystephanus och familjen akantusväxter. Inga underarter finns listade i Catalogue of Life.